# Giovanni Emo
Giovanni Emo (1565–1622) foi um prelado católico romano que serviu como bispo de Bérgamo (1611–1622).

## Biografia
Giovanni Emo nasceu em Veneza, na Itália. A 18 de abril de 1611, foi nomeado durante o papado de Paulo V como Bispo de Bérgamo. No dia 24 de maio de 1611, foi consagrado bispo por Giovanni Delfino, Cardeal-Sacerdote de San Marco, com Marco Cornaro, Bispo de Pádua, e Luca Stella, Bispo de Rethymo, servindo como co-consagradores. Serviu como Bispo de Bérgamo até à sua morte a 16 de outubro de 1622.